# بامييه
 بامييه ، (بالإنجليزية: Pamiers)‏، (الفرنسية:pa.mje)، هي (بلدية) في أرييج، في منطقة أوسيتاني في جنوب غرب فرنسا. هي مقاطعة فرعية للإدارة. على الرغم من أن بامييه هي أكبر مدينة في أرييج، إلا أن العاصمة هي مدينة فوا الأصغر. يقع مقر أسقف بامييه، في كاتدرائية بامييه.

## توأمة
لبامييه اتفاقيات توأمة مع كل من:
- كرايلسهايم
- تاراسا

## أعلام
- غابرييل فوري
- بولين فورس